# Mouvement sioniste travailliste mondial
Le Mouvement sioniste travailliste mondial est une organisation héritière des Poale Zion, et liée au parti Haavoda en Israël. C'est une organisation sœur de l'Internationale socialiste.